# ヘルブルン宮殿

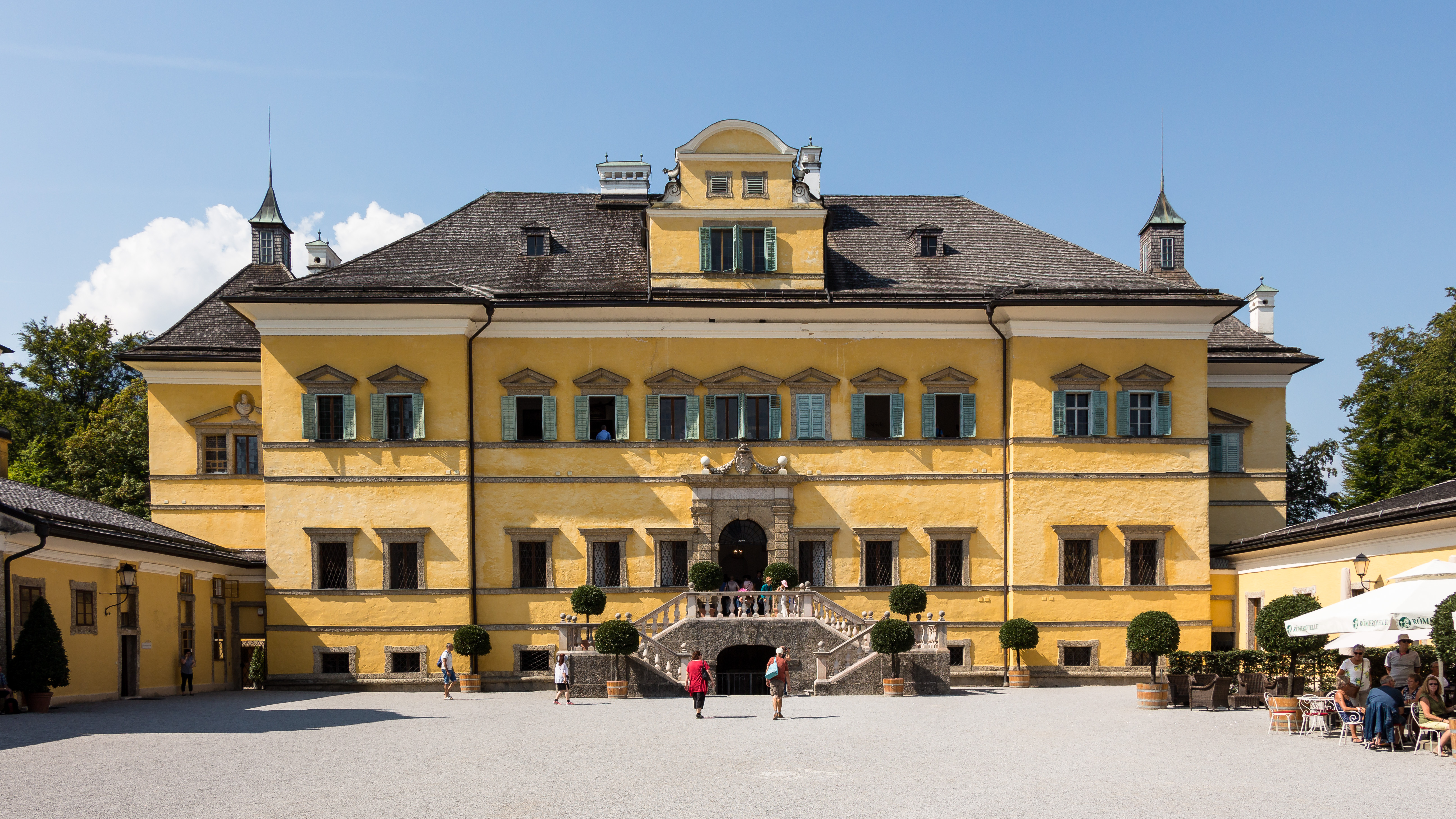
ヘルブルン宮殿

ヘルブルン宮殿（ヘルブルンきゅうでん、ドイツ語: Schloss Hellbrunn）は、オーストリア、ザルツブルクのモルツグ地区の南、ヘルブルンと呼ばれる地域にある、噴水で有名なマニエリスム建築の城館である。歴史的な城館の一部はこんにちではザルツブルク動物園として使われている。ヘルブルン宮殿とその歴史的な庭園には、市の中心部から25系統のバスで25分ほどである。

## 宮殿

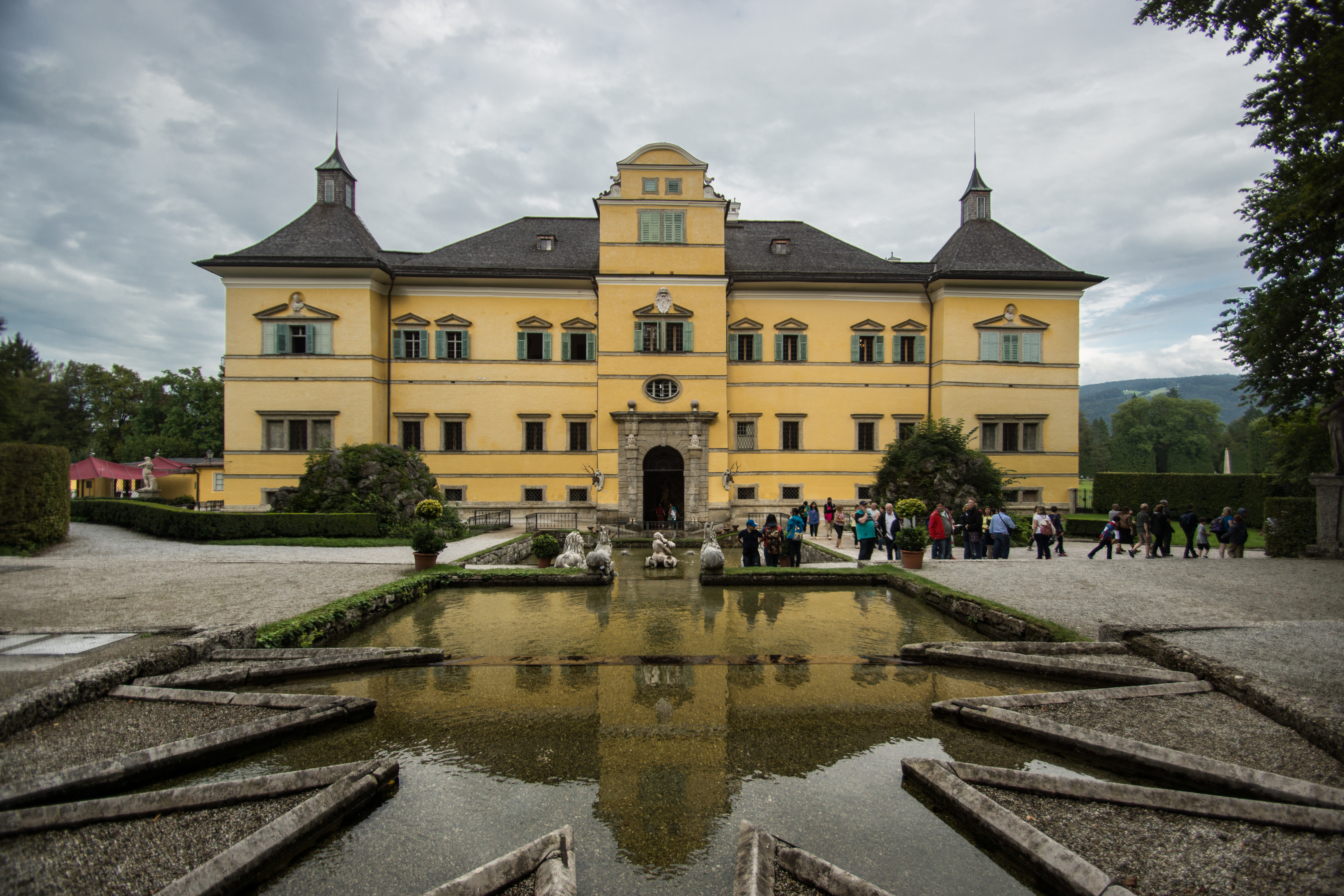
宮殿裏側

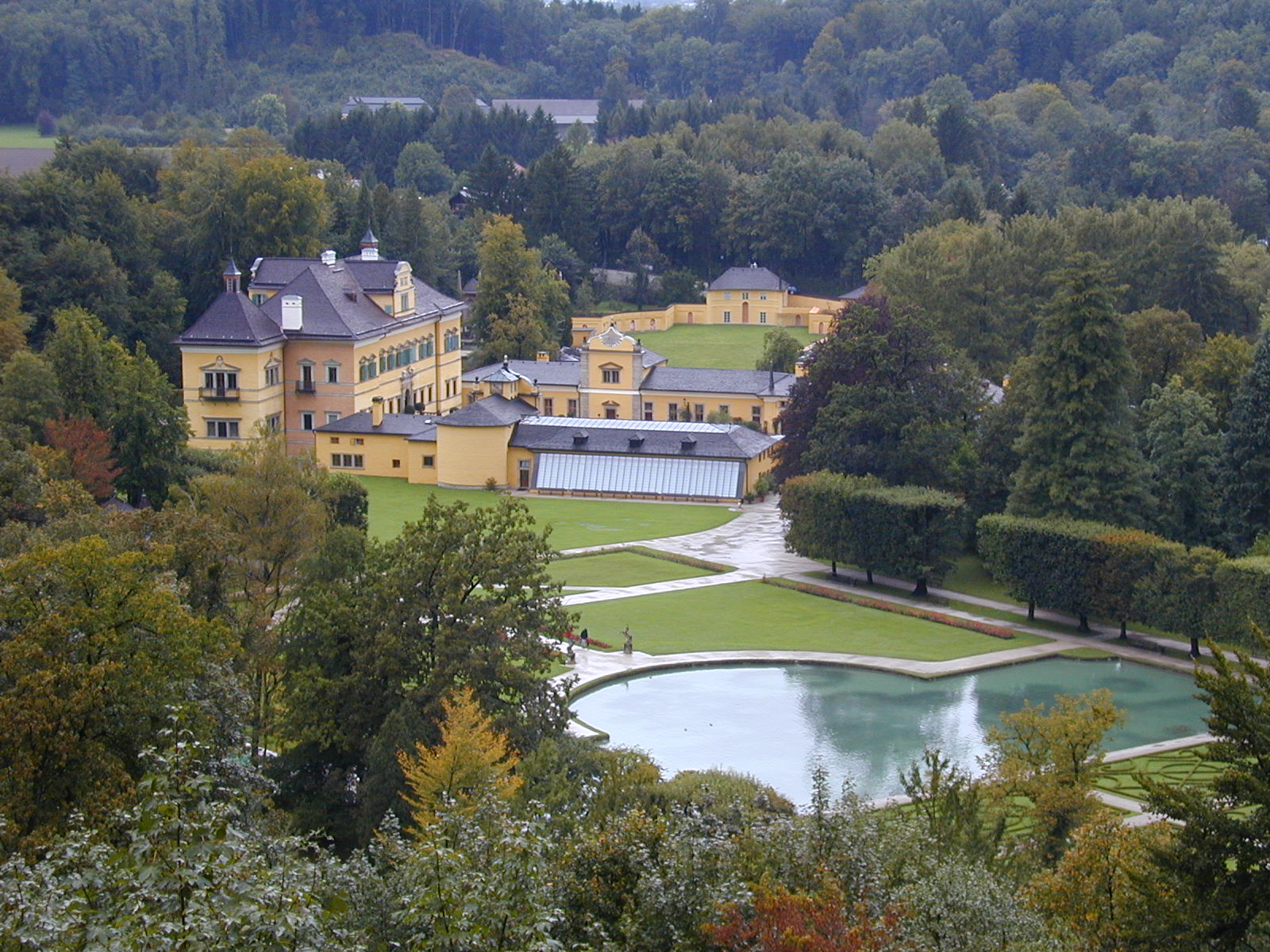
南東から

宮殿の宴会場

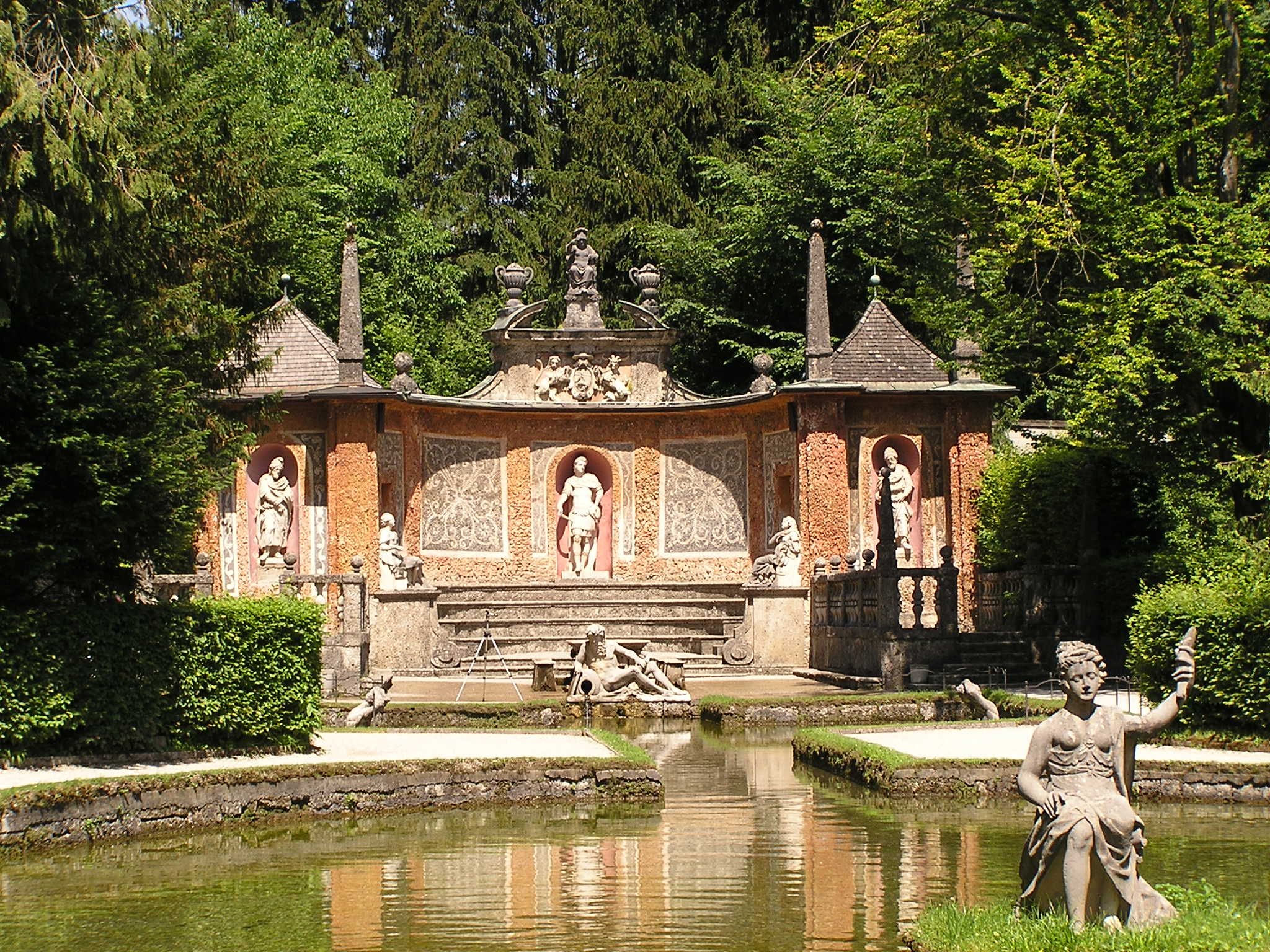
ローマ劇場

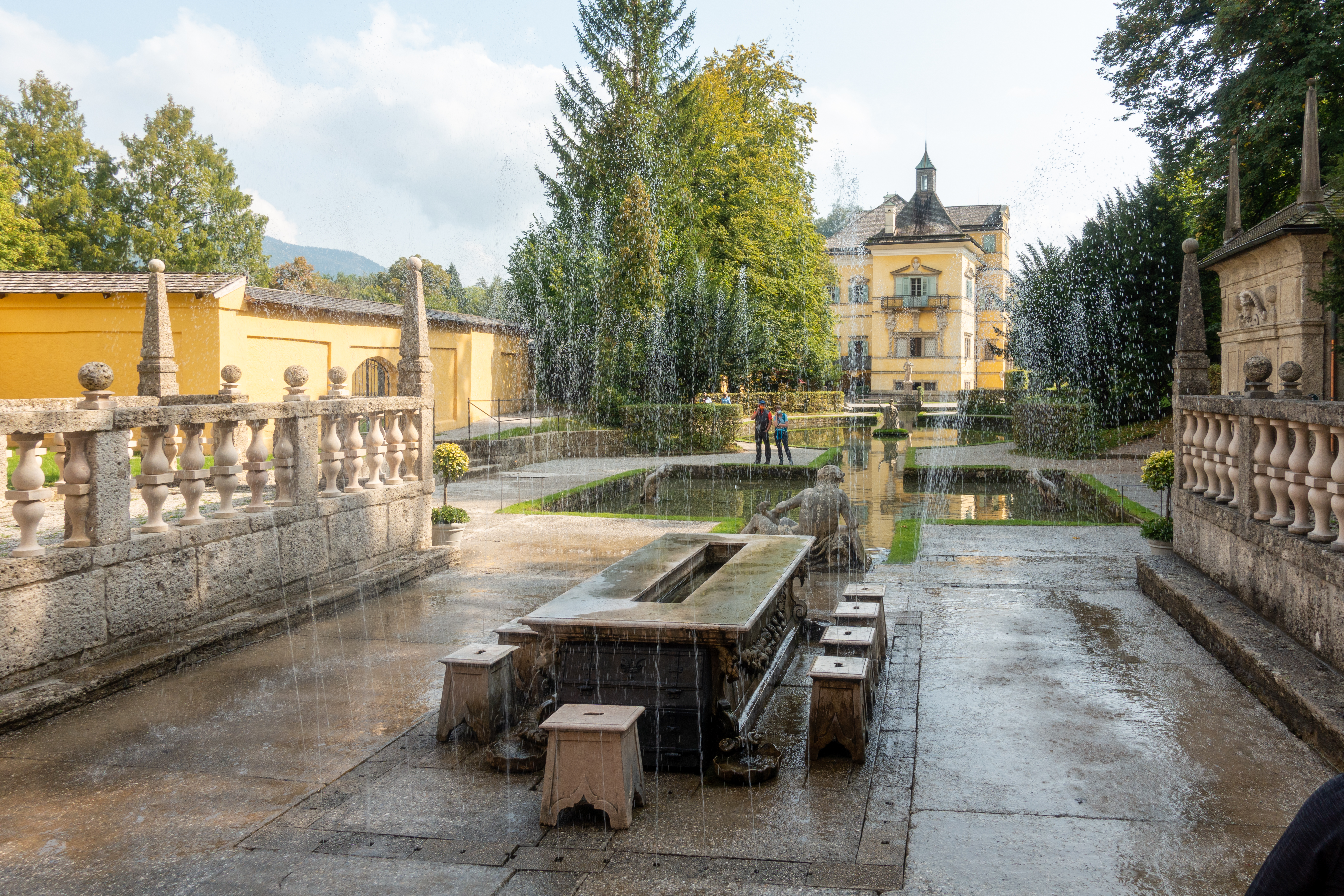
ローマ劇場側から見た宮殿と噴水

マルクス・ジティクス・フォン・ホーエンエムスは、1612年にザルツブルク大司教に選ばれた。1613年から1615年にかけて彼は、ザルツブルクの郊外に後期ゴシック様式のヴィラをイタリア風で建設した。建築家は、ザルツブルク大聖堂（ドイツ語版）にも関わったサンティーノ・ソラーリであった。ホールの壁と丸天井にはすべて寓意劇の題材が豊かに描かれている（アルセーニオ・マスカーニによるものと推定されている）。さらに有名なものとしては八角堂、魚の部屋、鳥の部屋、角部屋などがある。宮殿の前庭を囲む建物は対称形になっている。宮殿と、東側から宮殿の東入口に通じる道、フュルスト通り（こんにちはアルペン通りと交差している）は、一体となって広大な風景の中に宮殿の軸を形成している。

## 噴水
世界でももっともよく保存されたルネサンス後期の噴水を、数多くの水を使った戯れ、動く像、多くの彫像で飾られた洞窟などとともにここで見ることができる。諸侯のテーブル (Fürstentisch) と池のあるローマ劇場、オルフェウスの洞窟 (Orpheusgrotte)、ワインセラー、ペルセウスとアルテンブスの泉 (Brunnen Altembs)のある星の池 (Sternweiher)、ネプチューンの洞窟（雨の洞窟）、鏡の洞窟、貝の洞窟、鳥の歌の洞窟、廃墟の洞窟、ヴィーナスの洞窟、愚か者とイノシシの像、アイベックスの洞窟、ディアーナの女神の泉、ミダスと王冠の洞窟、ネプチューンの泉といったものがある。1749年から1752年にかけて、大司教のアンドレアス・ヤーコプ・フォン・ディートリヒシュタインによって古い噴水に精巧な「機械劇場」が付け加えられた。

## マニエリズムの庭園
大規模な造園を行った庭園「ヴァッサーパルテル」(Wasserparterre) は自由に訪れることができる。庭園にはトウヒの通りがあり、ザルツァハ川対岸のゴルデンシュタイン宮殿の方を向いている。ここには幾何学的な形に形成された主たる池とその中心に島があり、ここは公園全体の中心点となっている。この池の両側には対称に2つの池が造られている。多くの像、本の飾り、構造的に刈り込まれた木のある通りなどが幾何学的な構造の庭園を飾っている。

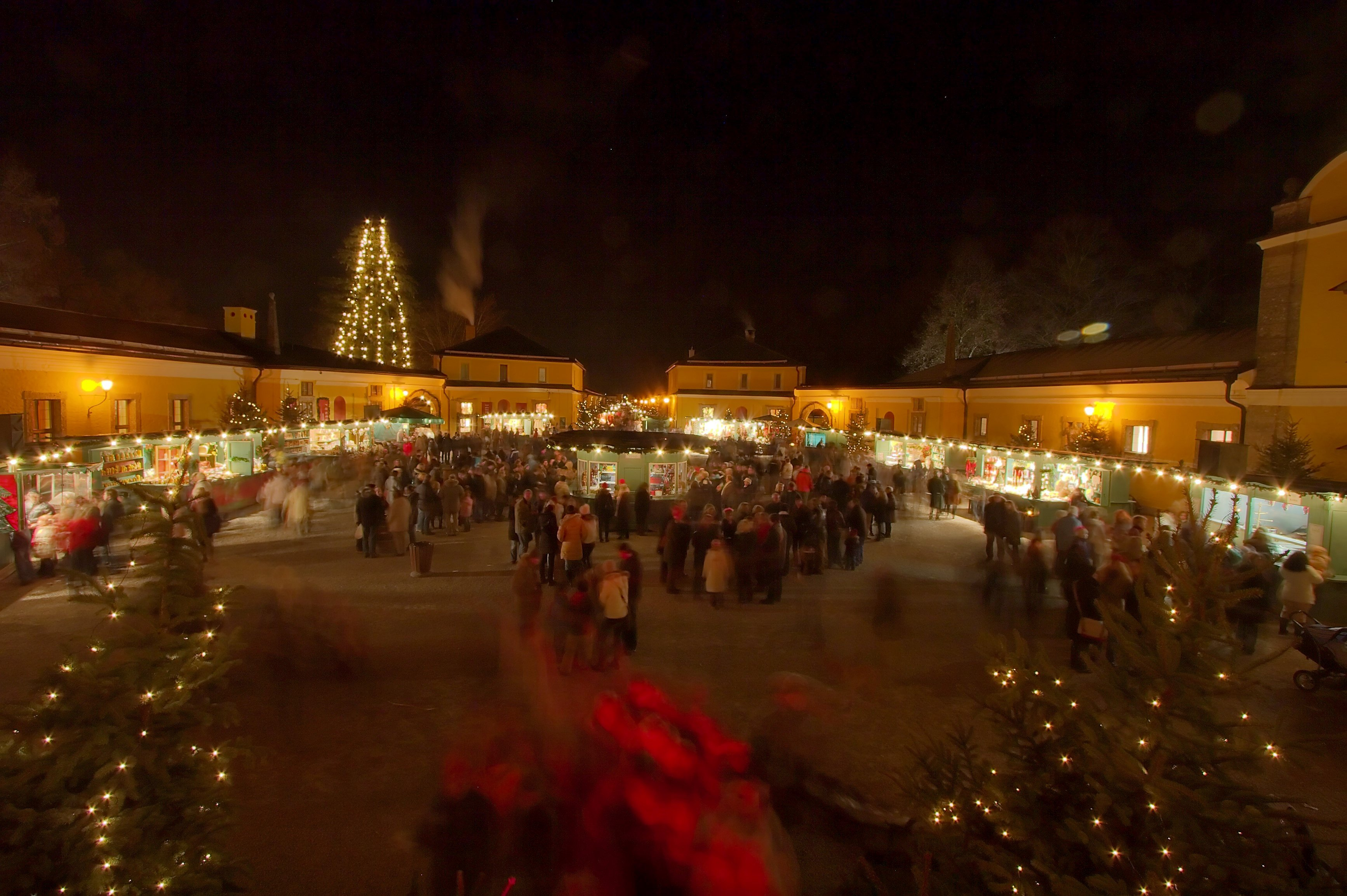
ヘルブルン宮殿のクリスマス市場
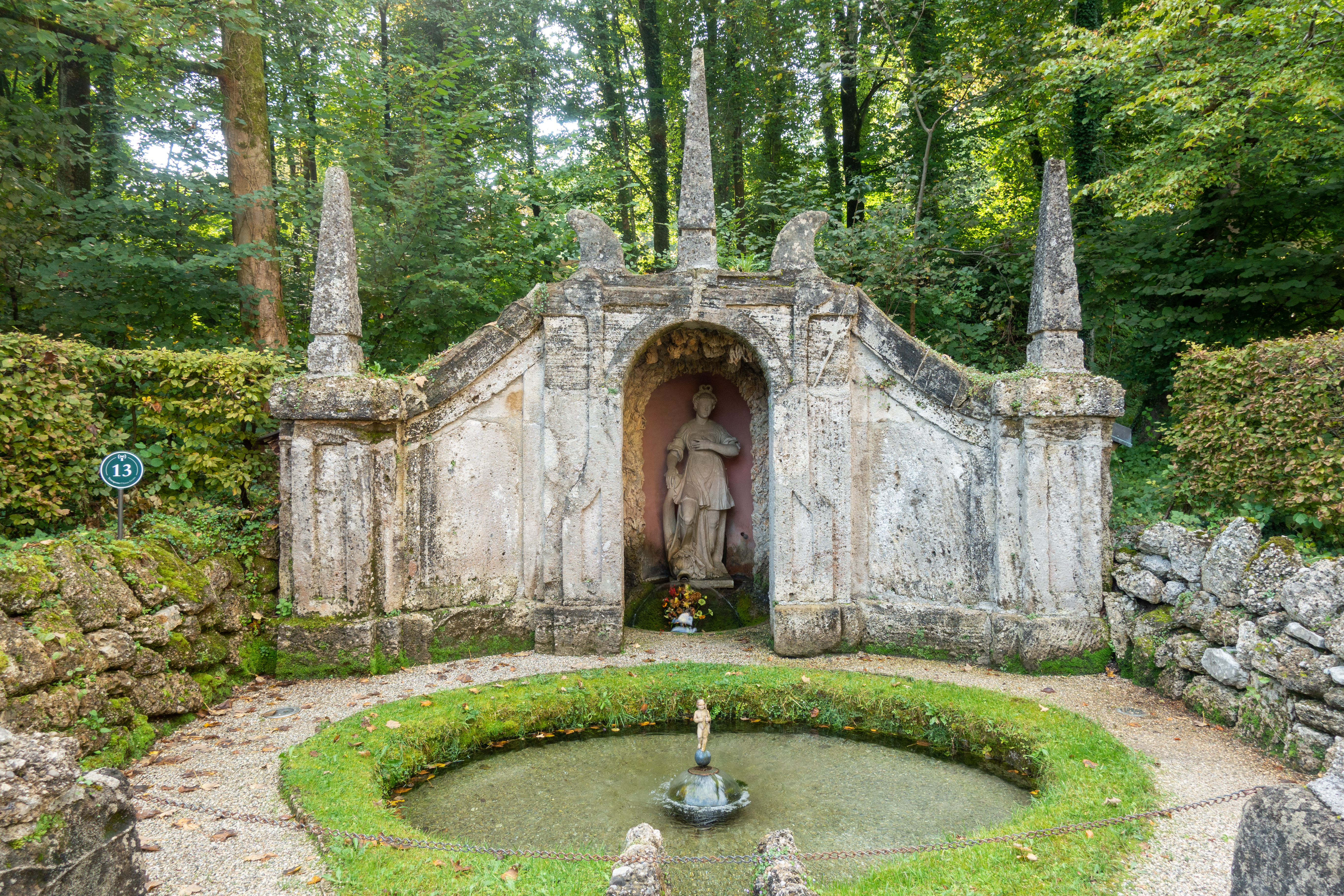
小さな「ヴィーナスの洞窟」
- 噴水

## 荘厳な公園
公園北側に広がる豪華絢爛たる庭園の対極として、宮殿のある公園のもっとも南の端に司教は、聖フランシスコのカプチン・フランシスコ修道会の精神および聖カルロの精神で、小川の上に荘厳な野生の庭園をカルヴァリの丘、隠者の彫像などの形で建設しており、まさに隠者にふさわしい場所となっている。豪勢な庭園に対して野趣に富んだ庭園は自然の神々しい造形を象徴している。また礼拝が世俗の豪華さに妨げられないようになっている。こうした宗教的なモニュメントのうち、こんにちはいくつかの基礎が残っているに過ぎない。しかしながら歴史的な宮殿公園の独立した地区として、アニフ川の周辺の自然が良く残されたこの庭園は保存されている。

## 狩猟場とヘルブルン山
ここにはこんにち、以下のようなものがある。

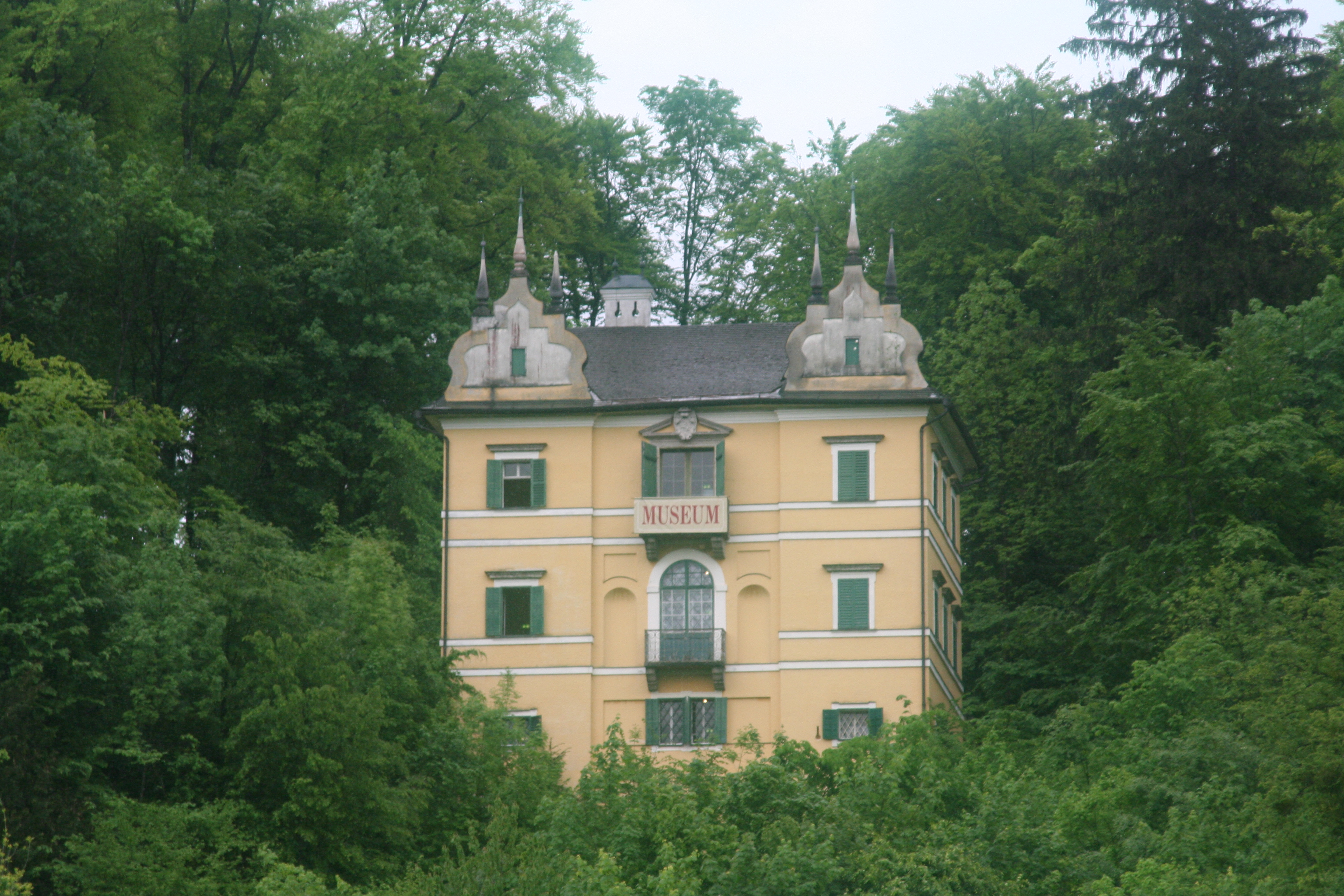
Monatsschlössl

- 山の東側に広大な牧草地。ここは1800年代まで大司教の狩猟場の一部であった。
- 芝生の広場と子供の遊び場
- ヘルブルン山（ドイツ語版）

ヘルブルン山には一月城と石の劇場がある。一月城（当初はヴァルデム城と呼ばれた）は1615年に建設され、ヘルブルン山の上から庭園を見下ろしている。この場所はザルツブルク民俗博物館となっている。ヘルブルン山の野趣に富んだ石の劇場は、礫岩の崖を削って造られており、独特である。この場所で1617年に中部ヨーロッパで最初のオペラの上演が行われたと推定されており、それはクラウディオ・モンテヴェルディによる『オルフェオ』だったとされる。

## ヘルブルン周辺の庭園
よく保存された周辺の景観地区として独特なものとして、ヘルブルン並木通りは中央ヨーロッパでもっとも古い保存された通りで、マルクス・シティクスが1614年から1615年にかけて後期ルネッサンスの様式で司教の庭園から周辺の景色の中へフライザール宮殿へ向けての軸で建設し、若い司教の絶対的な権力を明らかにしている。
古いリンデン通り（司教通りとも）はザルツァハ川へ向かっており、やはり広い景観の中に広がっており、宮殿の建物から星の池への軸となっている。
庭園の軸はディアーナの像から始まり、装飾のある庭園を通ってザルツァハ川の対岸のゴールデンシュタイン宮殿へと通じている。